# Carlos Bezerra Júnior
Carlos Alberto Quadros de Bezerra Júnior (São Paulo, 13 de abril de 1968), mais conhecido como Carlos Bezerra Júnior, é um médico, pastor e político brasileiro, filiado ao Partido Social Democrático (PSD).
Atualmente é vereador do município de São Paulo pela quarta vez e já ocupou o 1º lugar no ranking dos vereadores de São Paulo mais bem avaliados pelo levantamento da ONG Voto Consciente, que monitora o desempenho dos parlamentares paulistanos. Foi Deputado Estadual pelo Estado de São Paulo entre 2011 e 2018. Em 2019 foi secretário do Esporte e Lazer na cidade de São Paulo, deixou o cargo no início de 2020 para trabalhar na candidatura a vereador de São Paulo. 
Ele é autor da Lei paulista de Combate ao Trabalho Escravo, considerada pela ONU um modelo de combate à escravidão contemporânea e pelo Ministério Público do Trabalho um avanço para o Brasil.
Bezerra Jr. falou sobre o tema na Conferência do Alto Comissariado da ONU e também no International Bar Association (IBA), maior organização mundial de profissionais da justiça -- que influencia no desenvolvimento de reforma das leis internacionais.  O evento teve também as presenças de grandes nomes mundiais da defesa de direitos como Kofi Annam e José Aznar.
Em 2013, presidiu a CPI do Trabalho Escravo na Alesp, e investigou a cadeia produtiva da moda no Estado, constatando o emprego de mão de obra em condições análogas à de escravo. Denunciou os retrocessos no Brasil em decorrência da proibição da divulgação da chamada “lista suja”, com os nomes das empresas flagradas na exploração do trabalho escravo, pelo debate que ocorre na esfera do legislativo federal para a mudança do conceito do trabalho análogo ao escravo e em razão da contestação da Lei Bezerra no Supremo Tribunal Federal feita por uma confederação de comerciante. A denúncia foi feita em artigo publicado em maio de 2016
Carlos Bezerra Jr. também atua como principal mediador dos familiares das vítimas das chacinas de Osasco e Barueri e o governo Alckmin, ocorrida em agosto de 2015. Através da atuação dele, o então secretário de Segurança Pública do Estado, Alexandre de Moraes, foi ouvido na Comissão de Direitos Humanos, presidida por Bezerra Jr.
Em entrevista concedida ao jornalista Leonardo Sakamato, por ocasião da crise política no Brasil, o deputado defendeu a saída do PSDB do governo. Ele também escreveu sobre o assunto em artigo do jornal Folha de S. Paulo.
Carlos Bezerra Jr. é autor dos Programas Mãe Paulistana e Mãe Paulista, responsáveis pela maior redução nos índices de mortalidade infantil e materna da última década.[carece de fontes?]
O deputado, apesar de evangélico, é crítico da bancada evangélica. O parlamentar questionou posturas das chamadas “bancadas evangélica e ruralista”, em texto publicado em maio de 2015.
Bezerra Jr. é o idealizador do USINA21 - Jovens, Ideias e Transformação Social, um dos principais eventos voltados à juventude evangélica no país, que ocorre anualmente e discute a participação dos jovens na sociedade.
Foi casado com a deputada estadual Patricia Bezerra. Em junho de 2022 casou-se com Bella Alves.